# CV-165
CV-165 (La Foya - Villar de Canes, en valenciano como La Foia - Vilar de Canes), carretera valenciana que comunica la CV-190 en La Foya y Alcora con la CV-15 a la altura de Villar de Canes.

## Nomenclatura
La carretera CV-165 pertenece a la red de carreteras de la Generalidad Valenciana. Su nombre está formado por las iniciales CV, que indica que es una carretera autonómica de la Comunidad Valenciana, y el 165 es el número que recibe según el orden de nomenclaturas de las carreteras de la CV.

## Recorrido
| Velocidad    | Esquema                                | Esquema | Esquema                                       | Notas |
| ------------ | -------------------------------------- | ------- | --------------------------------------------- | ----- |
|              | CV-190 l'Alcora CV-16 Castelló         |         | CV-190 Lucena Cortes de Arenoso               |       |
|              | Comienzo de la carretera CV-165 Km 0   |         | Fin de la carretera CV-165 Km 0               |       |
|              | COSTUR                                 |         | COSTUR                                        |       |
|              | ¡Atención! Curvas en 7 km              |         |                                               |       |
|              | Mas d'Avall                            |         | Mas d'Avall                                   |       |
|              |                                        |         | ¡Atención! Curvas en 7 km                     |       |
|              | LES USERES                             |         | LES USERES                                    |       |
|              | CV-159 centro urbano La Barona         |         |                                               |       |
|              | LES USERES                             |         | LES USERES                                    |       |
|              | ¡Atención! Curvas en 8 km              |         | ¡Atención! Curvas en 8 km                     |       |
|              | ATZENETA                               |         | ATZENETA                                      |       |
|              | CV-170 La Pelejana                     |         | CV-170 Vistabella CV-165 La Torre d'en Besora |       |
| Tramo CV-170 |                                        |         |                                               |       |
|              | CV-171 Xodos                           |         |                                               |       |
|              | CV-170 La Pelejana CV-165 Costur       |         | CV-170 Vistabella parque natural Peñagolosa   |       |
|              | ATZENETA                               |         | ATZENETA                                      |       |
|              | Els Ibarsos                            |         |                                               |       |
|              | Els Ibarsos                            |         | Culla                                         |       |
|              | CV-166 La Torre d'en Besora Albocàsser |         | CV-166 Culla Benassal                         |       |
|              | ¡Atención! Curvas en 7 km              |         |                                               |       |
|              | LA TORRE D'EN BESORA                   |         | LA TORRE D'EN BESORA                          |       |
|              | VILAR DE CANES                         |         | VILAR DE CANES                                |       |
|              |                                        |         | centro urbano CV-168 CV-15 Ares del Maestrat  |       |
|              | VILAR DE CANES                         |         | VILAR DE CANES                                |       |
|              |                                        |         | ¡Atención! Curvas en 7 km                     |       |
|              | Fin de la carretera CV-165             |         | Comienzo de la carretera CV-165               |       |
|              | CV-15 Vall d'Alba Castelló             |         | CV-15 Ares del Maestrat Vilafranca            |       |